# 播但線
播但線（ばんたんせん）は、兵庫県姫路市の姫路駅から兵庫県朝来市の和田山駅に至る、西日本旅客鉄道（JR西日本）の鉄道路線（地方交通線）である。
ラインカラーは電化時に投入された103系電車の車体の色（赤14号に近い）に合わせたワインレッド（■）であり、路線記号はJ。2016年3月26日ダイヤ改正より、線内の駅名標、運賃表や時刻表でラインカラーや路線記号の使用を開始した。

## 概要
兵庫県のうち、旧播磨国の姫路市と旧但馬国の朝来市を結ぶ路線である。
兵庫県の中央部を流れ、姫路市で瀬戸内海へと注ぐ市川と、生野駅付近の円山付近に源流を持つ円山川に沿いながら、山陽本線と山陰本線を結ぶ陰陽連絡路線である。姫路駅から野里駅を過ぎるまでは高架化されている。また播但線の中では比較的平坦な区間である寺前駅以南が1998年に電化されて以降、この路線の直通列車は特急「はまかぜ」のみとなり、それ以外の列車は地域輸送が主体である。この一部区間の電化により、電化された区間では列車の運行速度が向上した。
播但線沿いに国道312号および播但連絡道路が並行する。播但線の前身である播但鉄道が開業するまで、生野銀山と姫路市の飾磨港とを連絡していた生野鉱山寮馬車道という道路も存在していた。
関西圏では他の線区で動力の近代化に伴って蒸気機関車が次々と姿を消す中でも、播但線では遅くまで蒸気機関車が用いられていた。このため1972年の蒸気機関車廃止時と1992年3月14日の客車列車全廃時には、それぞれ多くの鉄道ファンが沿線に詰めかけた。
国鉄時代は仁豊野駅以南は大阪鉄道管理局、以北は福知山鉄道管理局の管轄だった（仁豊野駅 - 香呂駅間に境界があった）。
2016年3月26日から、ICカード「ICOCA」が姫路駅 - 寺前駅間で使用可能になった。2021年3月13日からは寺前駅 - 和田山駅間のうち、生野駅・竹田駅・和田山駅でも利用可能となった。

## 路線データ
- 管轄（事業種別）：西日本旅客鉄道（第一種鉄道事業者）
- 路線距離（営業キロ）：65.7 km
- 軌間：1067 mm
- 駅数：18（起終点駅含む）
  - 播但線所属駅に限定した場合、山陽本線所属の姫路駅と山陰本線所属の和田山駅[13]が除外され、16駅である。
- 複線区間：なし（全線単線）
- 電化区間：姫路駅 - 寺前駅間（直流1500 V 架空電車線方式）
- 閉塞方式：自動閉塞式（特殊）[14]
  - 交換可能駅：青倉駅を除く全駅
- 最高速度：
  - 姫路駅 - 福崎駅間、寺前駅 - 和田山駅間 95 km/h[15]
  - 福崎駅 - 寺前駅間 110 km/h[15]
- 運転指令所：福知山運輸指令所[要出典]
- IC乗車カード対応区間：
  - ICOCAエリア：姫路駅 - 寺前駅間と生野駅・竹田駅・和田山駅で利用可能

## 運行形態
大阪駅 - 香住駅・浜坂駅・鳥取駅間に特急「はまかぜ」が播但線を経由して運行されており、播但線内にも特急停車駅が設定されている。
普通列車は電化区間の姫路駅 - 寺前駅間と、非電化区間の寺前駅 - 和田山駅間で運行系統が分かれており、2022年9月時点で全線を通して運行される列車はない。また、姫路駅 - 福崎駅間の区間運転を行う列車もある。2両編成の列車は原則ワンマン運転を行うが、姫路駅 - 寺前駅間は乗務員が運賃収受を行わない都市型ワンマンとなっている。2021年3月13日のダイヤ改正で午前中に山陰本線直通の普通列車が定期列車として寺前駅 - 豊岡駅間に1往復設定された。
1時間の運行本数は姫路駅 - 寺前駅間は2本、寺前駅 - 和田山駅間は1本程度である。以前は和田山発寺前行きで夜間に1時間50分ほど列車がない時間帯があったが、2009年3月14日のダイヤ改正で1本増発したことにより改善している。
1998年3月14日の電化時から、主に2両ワンマン運転となったため混雑が慢性化しており、特に姫路駅 - 寺前駅間の沿線には高校が多数散在するため、朝夕の登下校時は常に満員状態である。電化と同時に夕方に姫路発快速寺前行きが3本設定されたが、2002年3月23日のダイヤ改正で廃止された。途中、香呂駅・福崎駅に停車していた。2002年1月時点では登校日の土曜日に限り、福崎駅 - 寺前駅間に1往復と寺前発姫路行きが1本設定されていた
2012年3月17日のダイヤ改正により、寺前駅 - 和田山駅間の一部普通列車が長谷駅を通過するようになり、翌2013年3月16日のダイヤ改正より通過列車は種別が快速に変更されたが、2021年3月13日のダイヤ改正で長谷駅にも停車するようになり種別が普通列車に戻された。

### 天空の城 竹田城跡号
2014年4月26日より、当線で運用されているキハ40のうち1両（キハ40 2007）に竹田城跡が描かれたラッピングを施し、臨時普通列車「天空の城 竹田城跡号」として運転を開始した。2015年3月20日からは、車内を暖かみのある木目調の床や窓向きの座席にし、観光素材の映像を流すモニターを配置するリニューアルを行い、臨時列車で運行されているほか、和田山駅 - 寺前駅間を走る定期快速列車でも運用された。
しかし新たな観光列車「うみやまむすび」へのリニューアルに伴い、2019年5月6日で運行を終了することになった。

## 阪神・淡路大震災の迂回路として
1995年1月17日に発生した阪神・淡路大震災では、東海道本線・山陽本線（JR神戸線）が寸断され、加古川線（当時は非電化）と共に迂回路線として非常に重要な役割を果たした。
1月20日から姫路駅 - 和田山駅間ノンストップ快速がキハ65形の4両編成で1日2往復運転され、21日・22日はキハ181系による5両編成で3往復の運転を行った。23日からは姫路駅 - 和田山駅 - 福知山駅 - 新大阪駅間でキハ181系による直通快速が1往復設定され、27日からはノンストップ快速に智頭急行HOT7000系も投入して最大6往復、キハ181系は7両編成で、HOT7000系は5両編成で東海道・山陽本線が開通する3月31日まで運転された。
寝台特急も地震発生により運行が中止されたが、「あかつき」「なは」は、1月30日から播但線を経由して迂回運転が行われ、新製車両の甲種鉄道車両輸送も、3月14日甲種鉄道車両8本、特大貨物2本が迂回運転された。
また、定期列車ではJR西日本管内の気動車はもとより、五能線で運用されていた東日本旅客鉄道（JR東日本）南秋田運転所（現・秋田総合車両センター南秋田センター）に所属するキハ58系6両までもが応援運用されていた。
震災の復旧作業の進捗によって、JR神戸線の不通区間が徐々に短縮されていった中で、不通区間の東西では、それぞれに封じ込められた車両での運行を強いられたため、特に、不通区間の東側の網干や西明石などにある大規模な車両基地から切り離されたJR京都線・琵琶湖線では車両が不足していた。
しかし、回送ルートとして使用できる播但線は非電化で、明治時代に建造された古いトンネルが多く、開口面積が小さかったので、パンタグラフなどの付属機器を網干電車区（当時）で一旦撤去し、ディーゼル機関車の牽引により回送した後に、福知山運転所（当時）で取り外した機器類を取り付けて自力で宮原電車区（当時）などに回送された。なお、生野駅 - 新井駅間の生野トンネルは特に開口面積が小さく、トンネル内に敷設されたケーブルなどの付帯設備などに当たらないよう速度を落とし15 km/hで通り抜けた。
網干電車区からは、震災による損傷が復旧して出場し、所属区所に回送された車両とあわせて149両が、また不通区間の西側での輸送力増強のため、広島運転所と日根野電車区の103系8両が吹田工場（当時）から網干電車区に回送された。このほか、4月20日のダイヤ改正にあわせて新装された681系・207系も同様に播但線経由で回送された。

## 使用車両

### 現在の車両

#### 電車

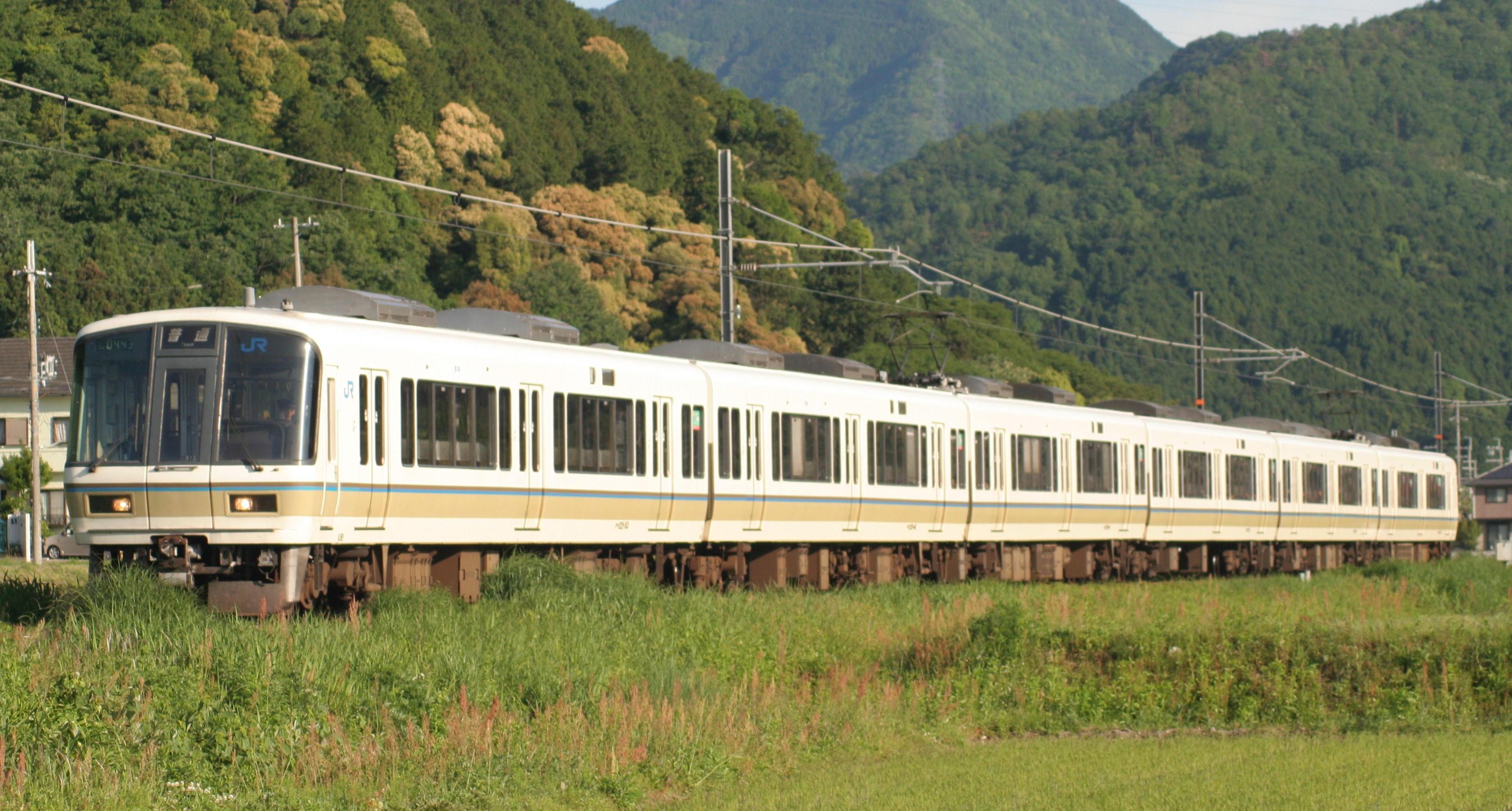
朝のラッシュ時のみ姫路駅 - 寺前駅間で1往復運用されていた221系6両編成 （2010年5月30日 新野駅 - 寺前駅間）

電車は姫路駅 - 寺前駅間の電化区間で使用されている。この区間で使用されている車両は223系を含め、乗客自身が扉横のボタンを押して扉を開閉するようになっている。ただし、2025年3月のダイヤ改正より、車掌乗務列車で姫路駅到着後に回送列車になる列車に限り、姫路駅では全てのドアが自動で開くようになっている。
103系（3500番台）
播但線向けにワンマン設備などを備えた網干総合車両所所属の103系3500番台で運用される。編成記号は「BH」で、BH1編成からBH9編成までの9編成が在籍している。全編成にATS-Pが設置済である。基本的に2両編成で運行されるが、ラッシュ時は4両編成に増結して運行されている。また、2006年3月18日から11月2日までは、0番台のスカイブルー塗装の6両編成も運用されていた。

223系
103系の検査などによる車両不足時は4両編成が代走する場合がある。6両編成は2025年3月3日から定期運用を開始した。

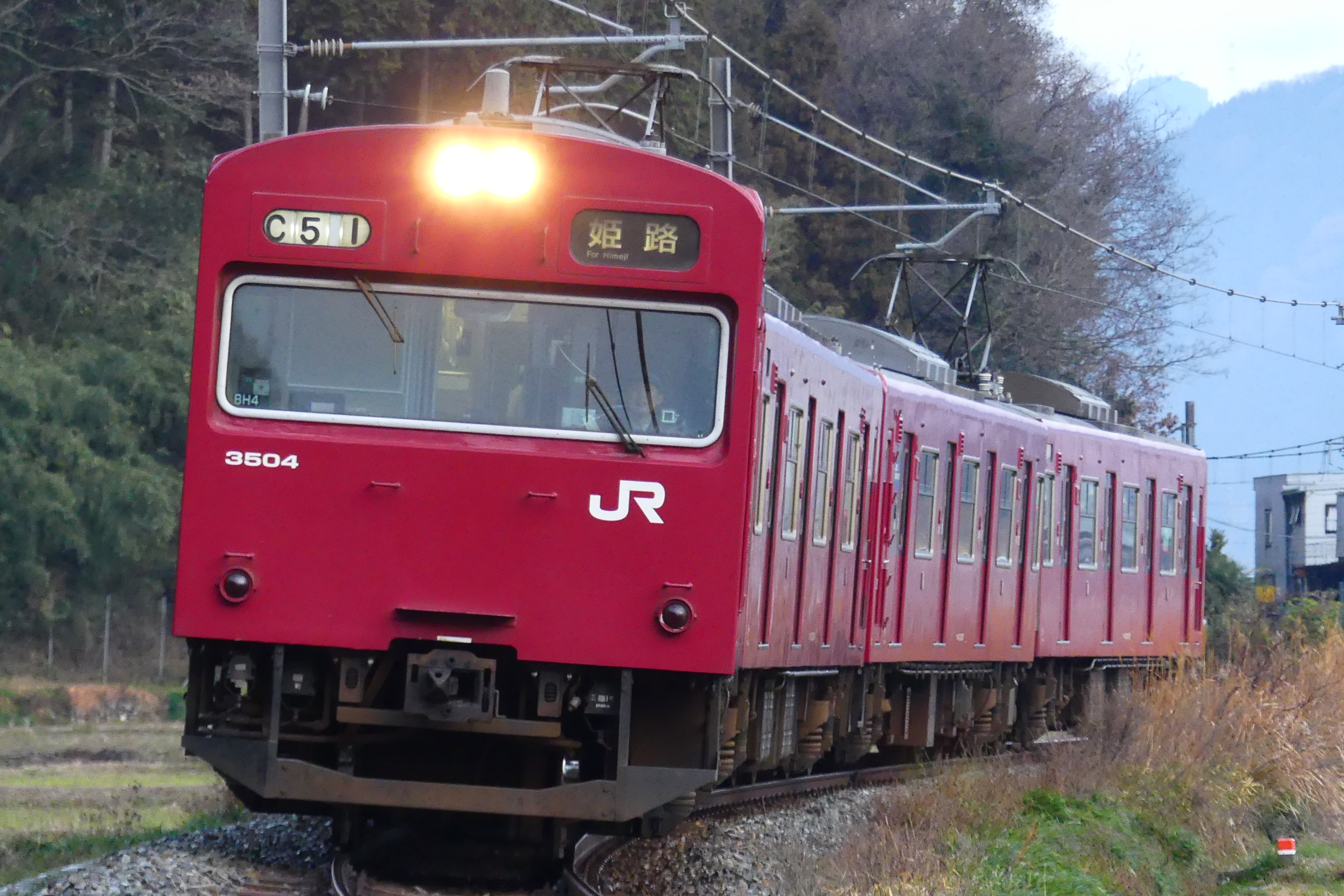
甘地駅 - 福崎駅間を走行する103系3500番台4両編成 （2019年1月5日）

#### 気動車
気動車は特急「はまかぜ」用のキハ189系を除いて寺前駅 - 和田山駅間の非電化区間で使用されている。
キハ40形・キハ41形
吹田総合車両所福知山支所豊岡派出所に所属する車両により、寺前駅 - 和田山駅間の非電化区間でワンマン運転を行っている。このうち1両（キハ41 2003）は、2009年6月に「銀の馬車道」「鉱石の道」のラッピングが施工された。現在はラッピングがはがされている。
2015年3月20日に、2014年度からラッピング列車として運行している「天空の城 竹田城跡号」（キハ40 2007）の車内がリニューアルされ、床が木目調となり、窓向きの座席や観光素材の映像を流すモニターが設置された。キハ40 2007は2019年に「うみやまむすび」にリニューアルされた。

キハ189系
吹田総合車両所京都支所に所属している車両で、特急「はまかぜ」として全線を走行している。2010年11月7日からキハ181系に代わって運転を開始した。

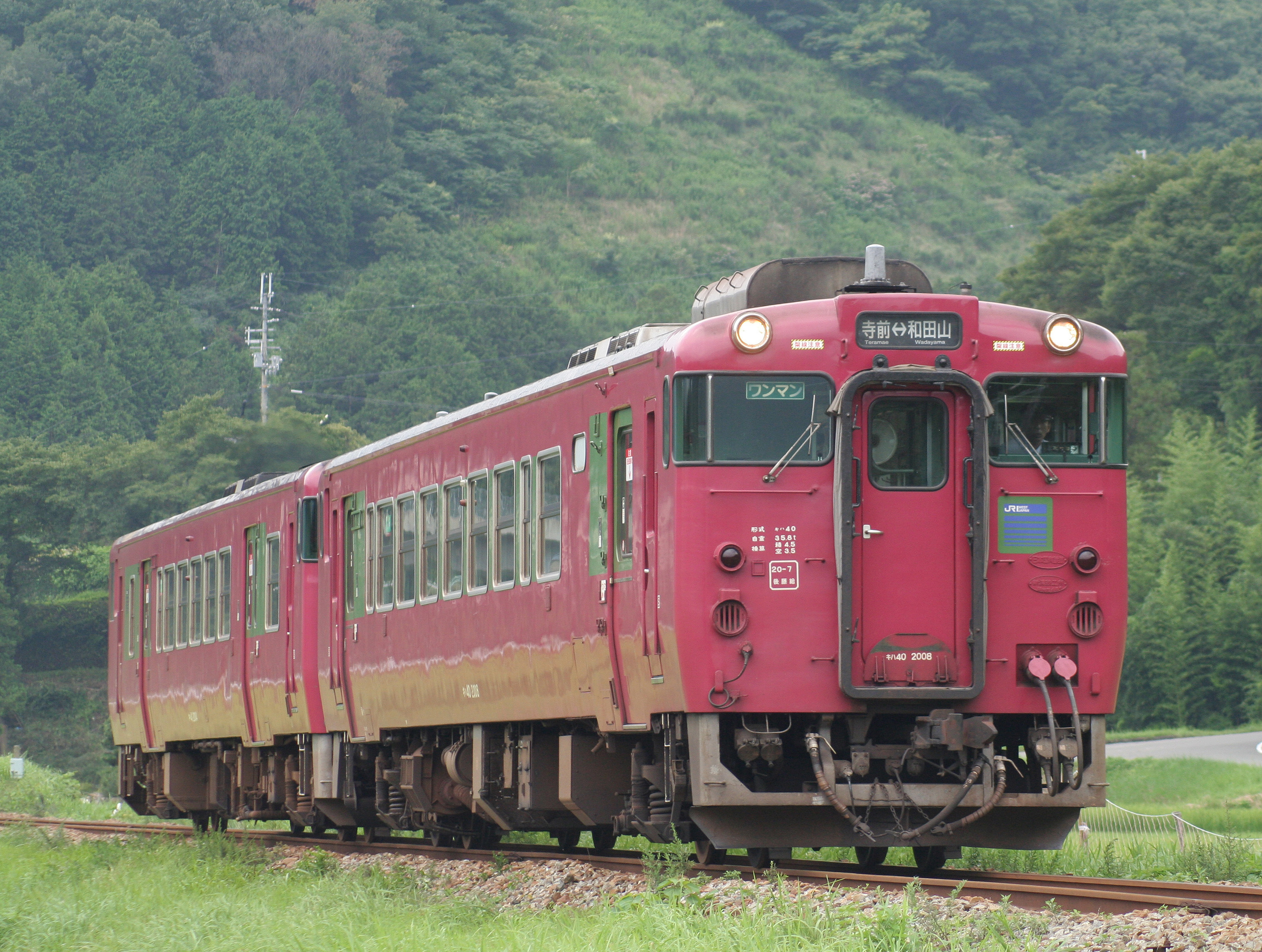
キハ40 2008+キハ41 2004
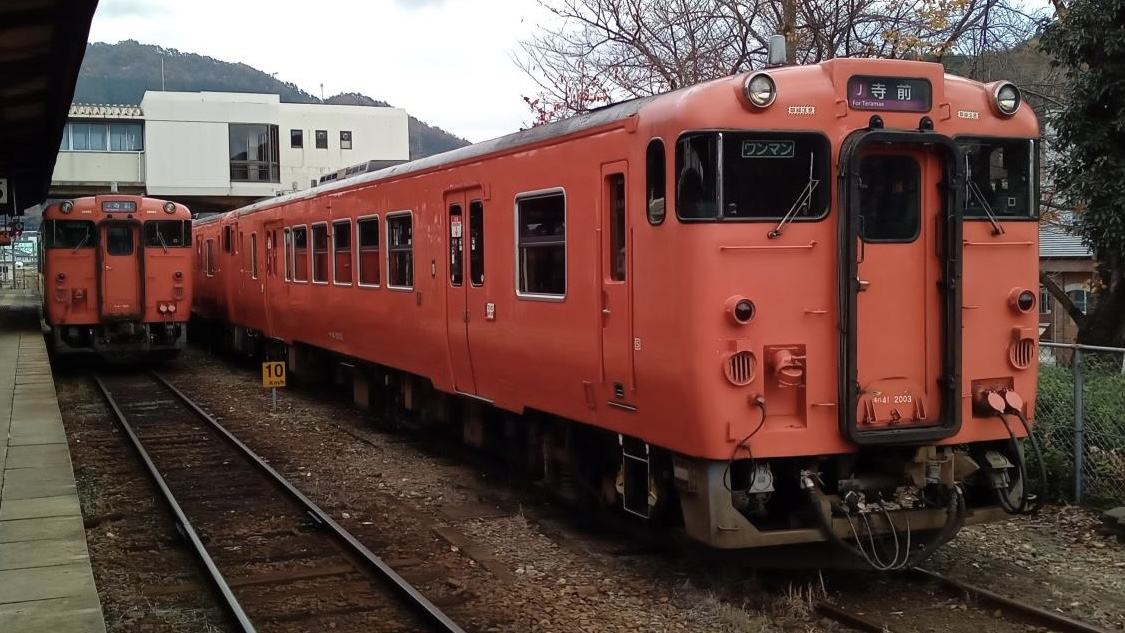
キハ41 2001（左）・キハ41 2003＋キハ41 2005（右）（2022年11月　和田山駅）
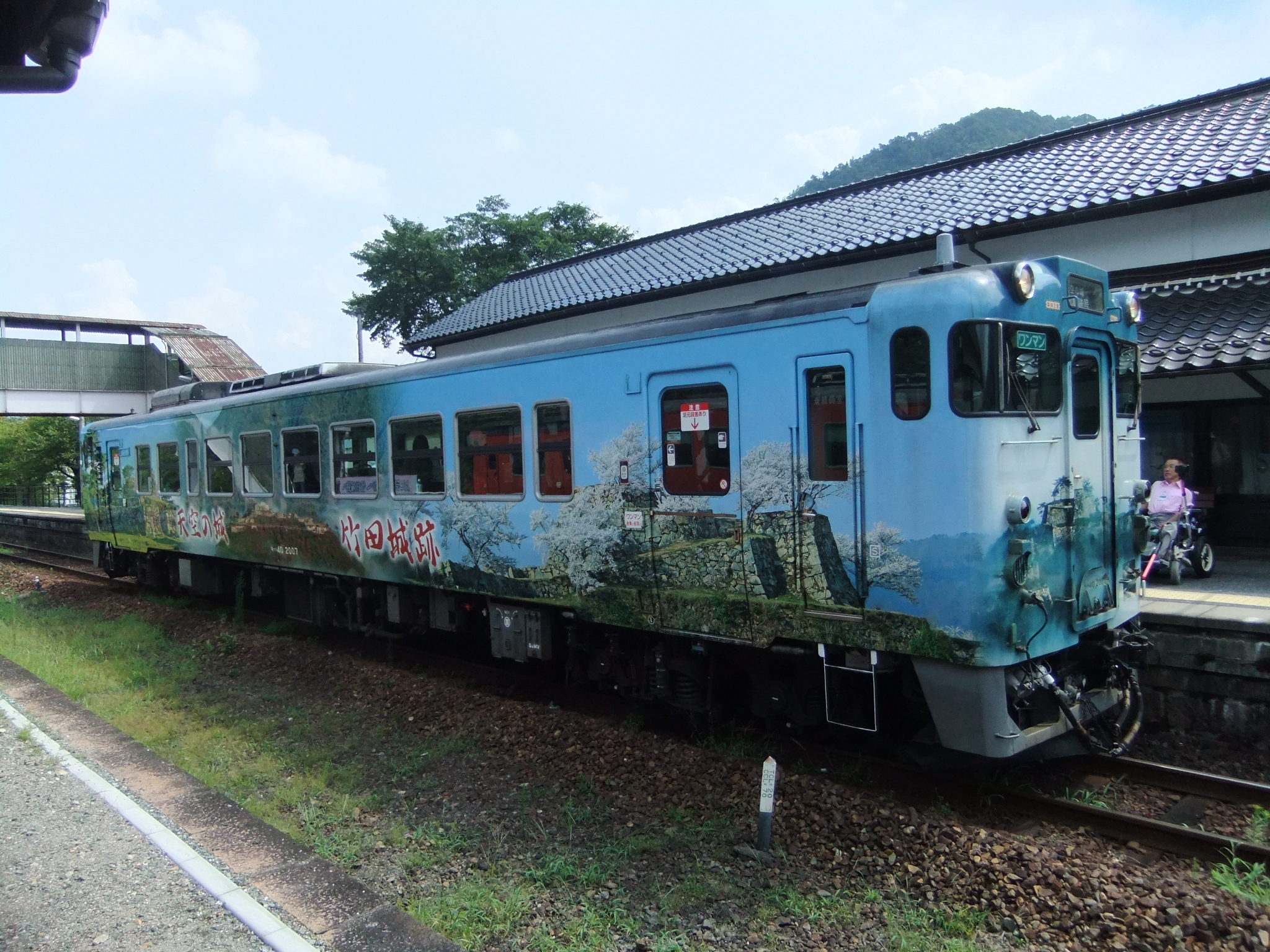
キハ40 2007 天空の城 竹田城跡号（2015年8月29日）
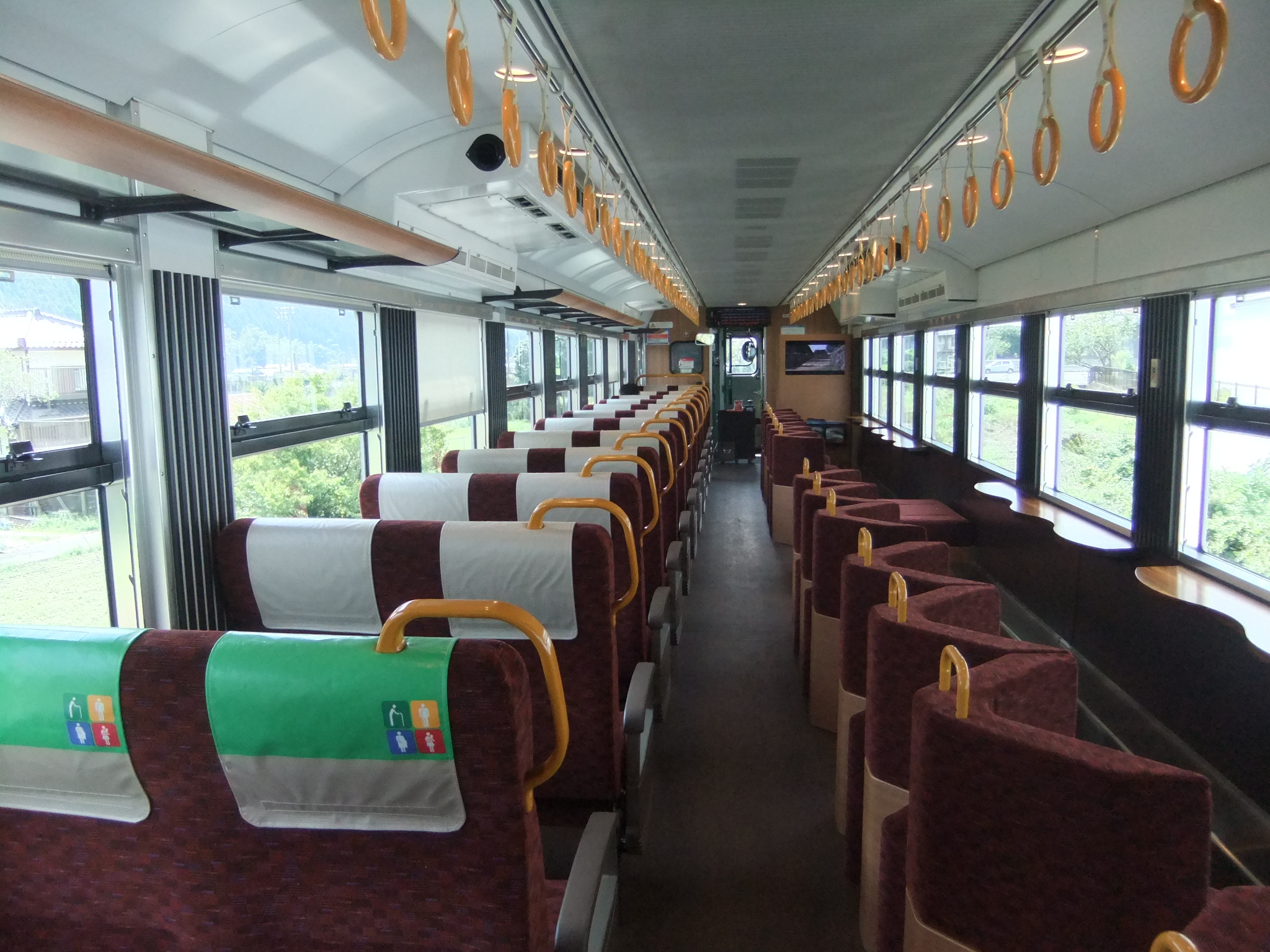
天空の城 竹田城跡号 車内（2015年8月29日）
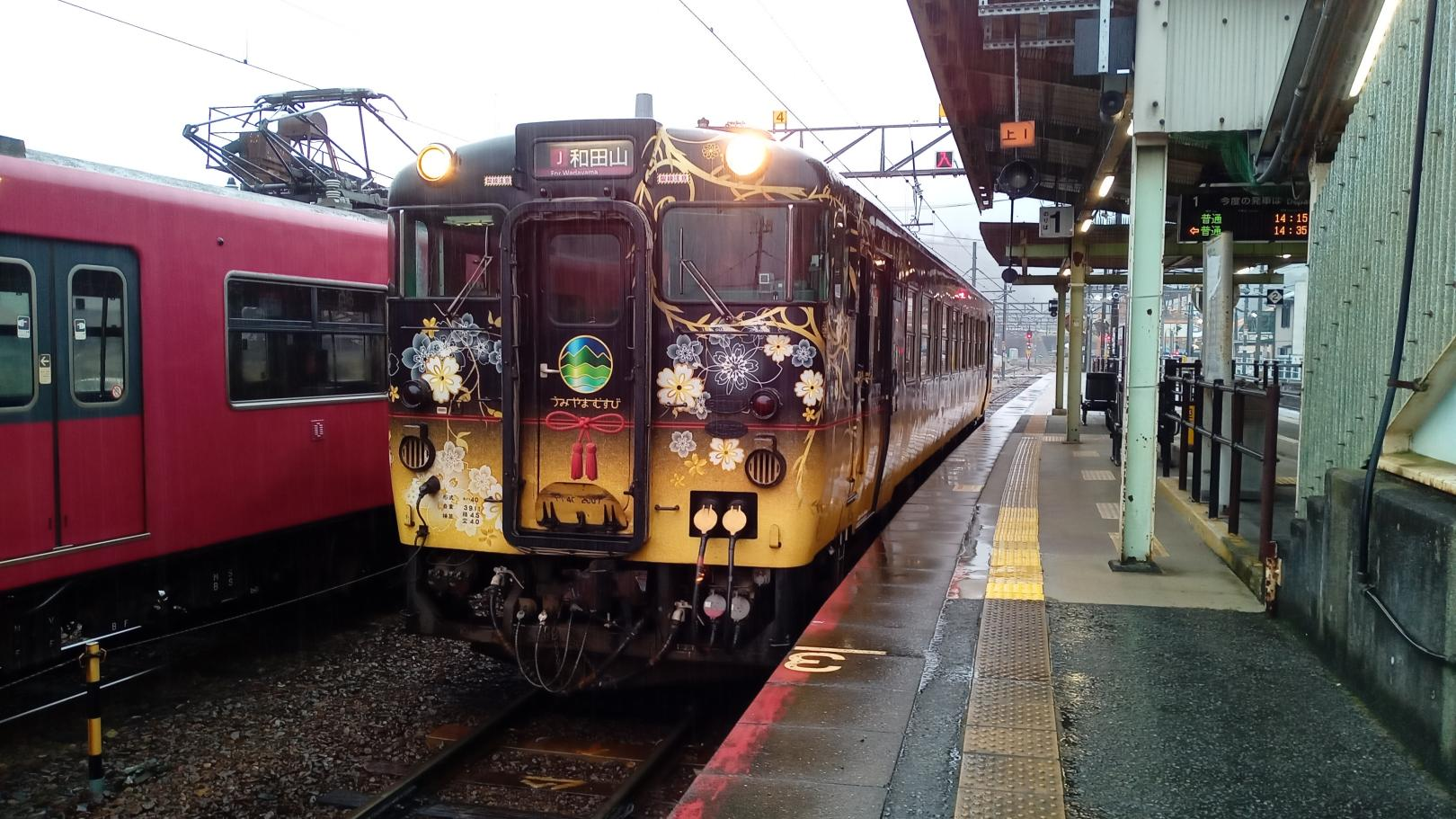
キハ40 2007 うみやまむすび
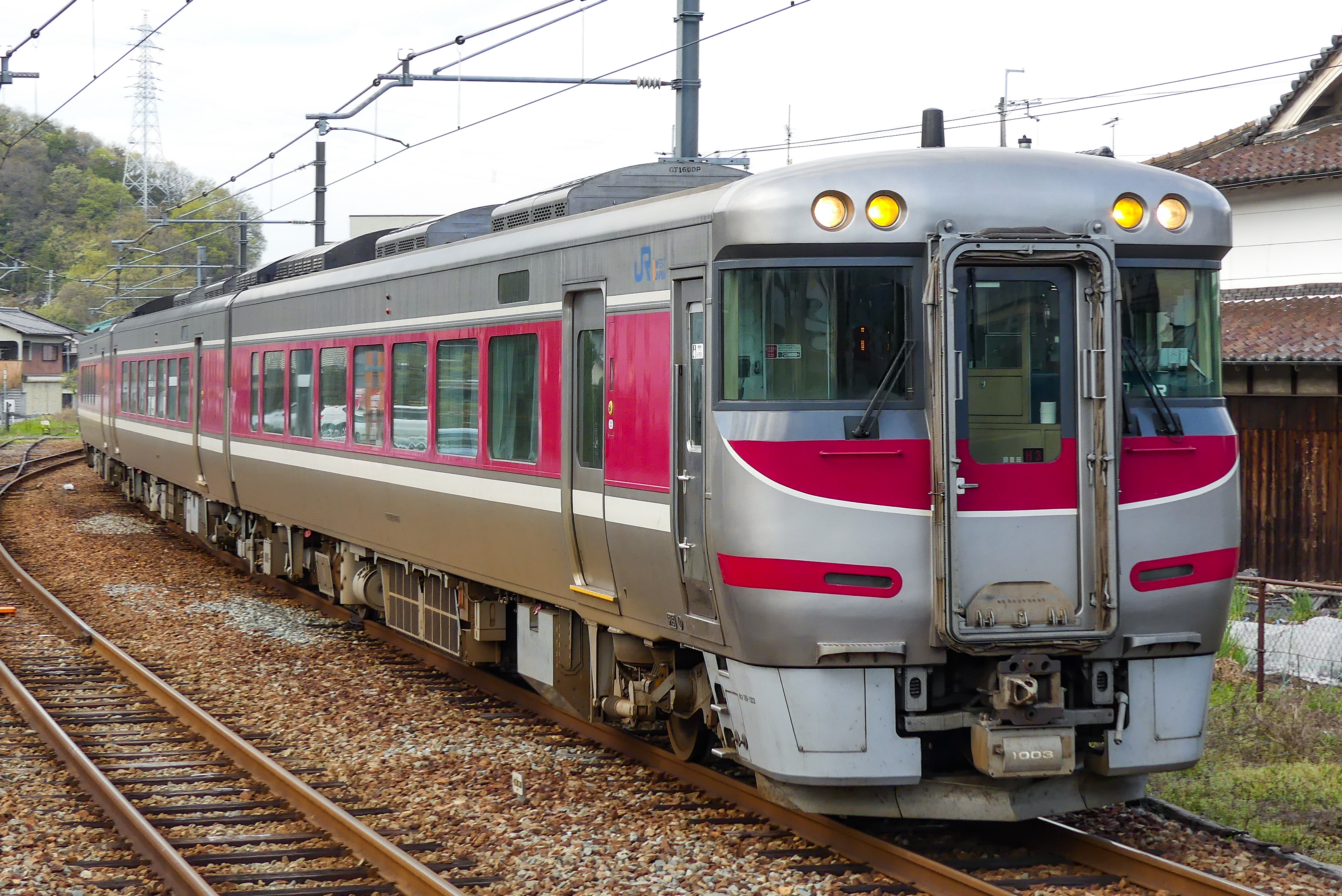
キハ189系「はまかぜ」 （2018年4月8日）

### 過去の車両

#### 電化前
1972年（昭和47年）10月の蒸気機関車全廃時までは、C57形・C55形・C11形が牽引する旧形客車主体の列車編成であった。昭和初期から戦時中には9600形・D50形といった貨物型機関車のほかにC51形・C54形も配置されていたようであるが、昭和30年代には客車用の2形式による牽引体制が確立していた。
播但線でも貨物扱いがあったが、線路等級が低く、貨物牽引の代表形式であるD51形が配備されていなかったため、旅客機であるC57形牽引の定期貨物という珍しい取り合わせが話題であった。
勾配がきつい生野峠越えのため補機を設けていたほか、C57形の回送運用を兼ねて三重連牽引もしばしば見られた。生野峠での補機には、1960年（昭和35年）よりDF50形ディーゼル機関車が、また1969年（昭和44年）からはDD54形ディーゼル機関車が用いられた。1972年（昭和47年）の無煙化後は、山陰本線より転属してきたDD54形が旧形客車を牽引していたが、故障が多発していたため1978年（昭和53年）までに順次DD51形ディーゼル機関車（福知山運転所所属）やDE10形ディーゼル機関車（姫路第一機関区→姫路運転区所属）に置き換えられた。
牽引される客車については旧形客車から、1978年（昭和53年）ごろより50系客車（姫路客貨車区所属）への置き換えが進められ、1992年（平成4年）3月14日の客車列車全廃時までDD51形またはDE10形牽引による50系客車のスタイルが見られた。
1990年（平成2年）には冷房化を目的として山陰本線（嵯峨野線）の京都駅 - 園部駅間の電化によって余剰となった12系1000番台（近郊改造型）客車が投入された。非冷房時代が長かったため、導入時には、「冷房車両が登場」と沿線に新聞折込広告が配布された。しかし、車両数が少なかったため朝夕のラッシュ時のみの運用にとどまり、50系客車と同じく1992年（平成4年）3月13日までの運用となった。
客車を牽引する機関車は、前述のDD51形ディーゼル機関車とDE10形ディーゼル機関車があてられたが、姫路駅 - 和田山駅間の直通列車がDD51形、姫路 - 寺前間の列車がDE10形と分けられていた。
気動車については、1977年（昭和52年）ごろよりキハ10系の置き換えとしてキハ40系が投入された。昼間の閑散時にはキハ47形による2両編成もあったが、ラッシュ時には6両編成と気動車にしては長編成が組まれる場合もあった。1992年（平成4年）3月14日以降は、客車置き換え用として北陸地区より転属したキハ58系初期型を改造したキハ58系5500番台車（オールロングシート改造車）が投入された。5500番車のロングシートは1本が両端デッキ部を除く約17mにもおよぶ長さが特徴であった。導入当初は、元線区仕様のカラーリングのままであったため注目を集めていたが、順次播但線カラーに変更された。
このほかに、特急「はまかぜ」はキハ80系（1982年6月30日まで）、キハ181系（1982年7月1日から2010年11月6日まで）を使用し、1996年3月15日まで運行されていた急行「但馬」用にキハ58系も運用されていた。
電化以前は優等列車を除いて基本的に姫新線と共通の運用であり、車両についても同じ運用であった。また、姫路駅で山陽本線（JR神戸線）に接続しているが、機関車などは福知山機関区の所属機を使用することが多かった。

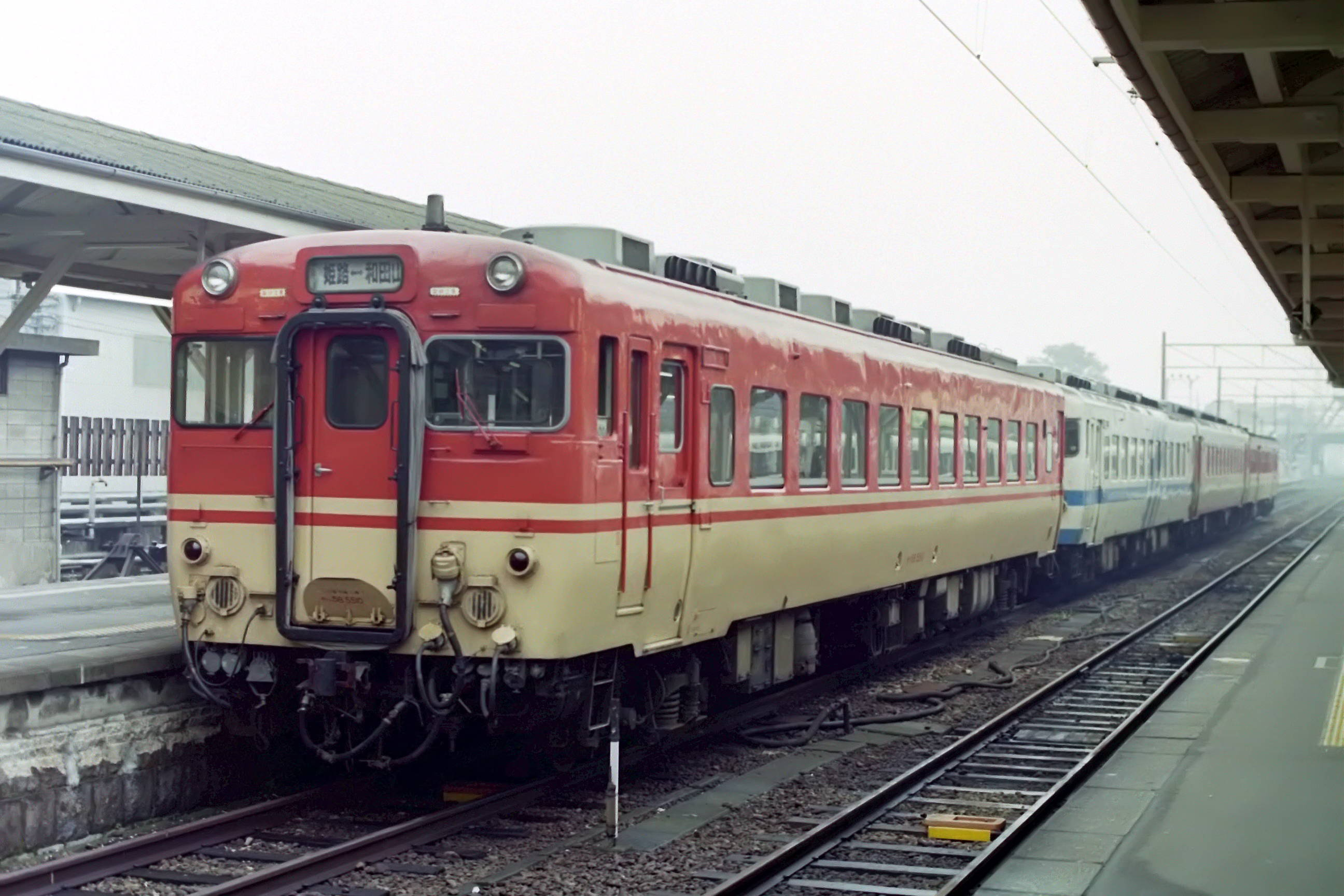
キハ58系5500番台車
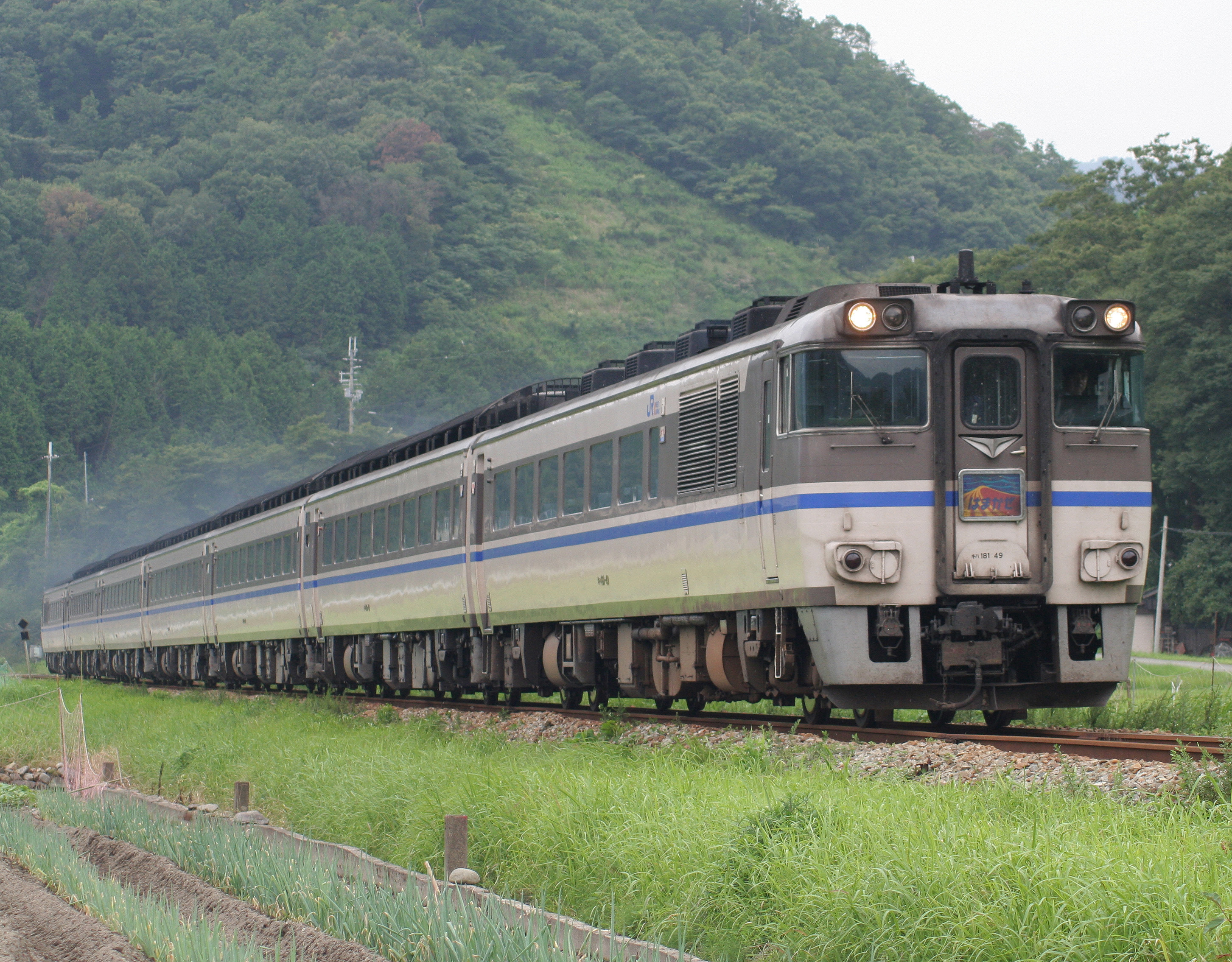
キハ181系「はまかぜ」 （2009年8月15日 竹田駅 - 和田山駅間）

#### 電化後

##### 電車
113系
1998年3月14日から2004年6月11日までと、2006年11月3日から2007年3月17日まで使用されていた。このとき両端先頭車のドアは押しボタン式の半自動、それ以外の車両のドアは手動扱いであった。

221系
網干総合車両所所属の車両が朝の1往復のみ運用されている。2003年12月1日から土曜・休日に限り運転を開始し、翌2004年6月12日から平日も運転するようになった。4両・6両編成が使用されていたが、2006年3月18日のダイヤ改正で一度運用を外れ、2007年3月18日のダイヤ改正から6両編成が使用されていたが、2025年3月2日に撤退した。
- 朝のラッシュ時のみ姫路駅 - 寺前駅間で1往復運用されていた221系6両編成
（2010年5月30日 新野駅 - 寺前駅間）

## 歴史
飾磨港駅 - 姫路駅間および姫路駅 - 新井駅間は播但鉄道、新井駅 - 和田山駅間は播但鉄道を買収した山陽鉄道により開業した。飾磨港線と通称された、飾磨港駅 - 姫路駅間は播但鉄道時代に飾磨港（現・姫路港）に発着する貨物輸送を目的に建設された（「日本国有鉄道線路名称」においては、播但線は「飾磨港 - 和田山」であり、線路名称上はこの区間と姫路駅 - 和田山駅間は一体の扱いであった。この点は、線路名称上も福知山線の枝線だった尼崎港線とは異なる）。たが、1971年の時点で、港に到着する貨物は完全にトラック輸送へ移行しており、広畑製鉄所の貨物輸送のごく一部（製鉄所の総輸送量の1%）と小口輸送を担う程度となっていた。旅客列車も単行のディーゼルカーで1日2往復のみと斜陽傾向は回復しないまま、飾磨港駅 - 姫路駅間は1986年（昭和61年）に廃止された。姫路駅付近の一部区間の跡地は、山陽電気鉄道本線に転用されている。
山陽本線と山陰本線を連絡する路線であることから輸送力増強および東海道本線・山陽本線（JR神戸線）不通時の代替路線として以前から電化計画があった。阪神・淡路大震災の教訓から非常時の代替路線の必要性が高まり、播但線についても候補として検討されたが、同じく代替（電化対象）路線とされ播但線よりも東に位置する加古川線（谷川駅 - 加古川駅間）が先に全線電化が完了している。播但線は1998年（平成10年）に姫路駅 - 寺前駅間が電化されたが、寺前駅 - 和田山駅間においては断面の狭いトンネルが数多く存在しているため、この区間の電化には大規模な改良を必要とすることから、未だ全線電化はなされていない。
寺前駅 - 和田山駅間は、2022年4月11日にJR西日本が公表したローカル線の線区別収支によると、2019年度の輸送密度が1日2000人以下となっており、JR西日本は路線の活性化策などを関係自治体と協議したい考えで、廃線も視野に議論が進む可能性があると報じられている。

### 年表

#### 播但鉄道・山陽鉄道

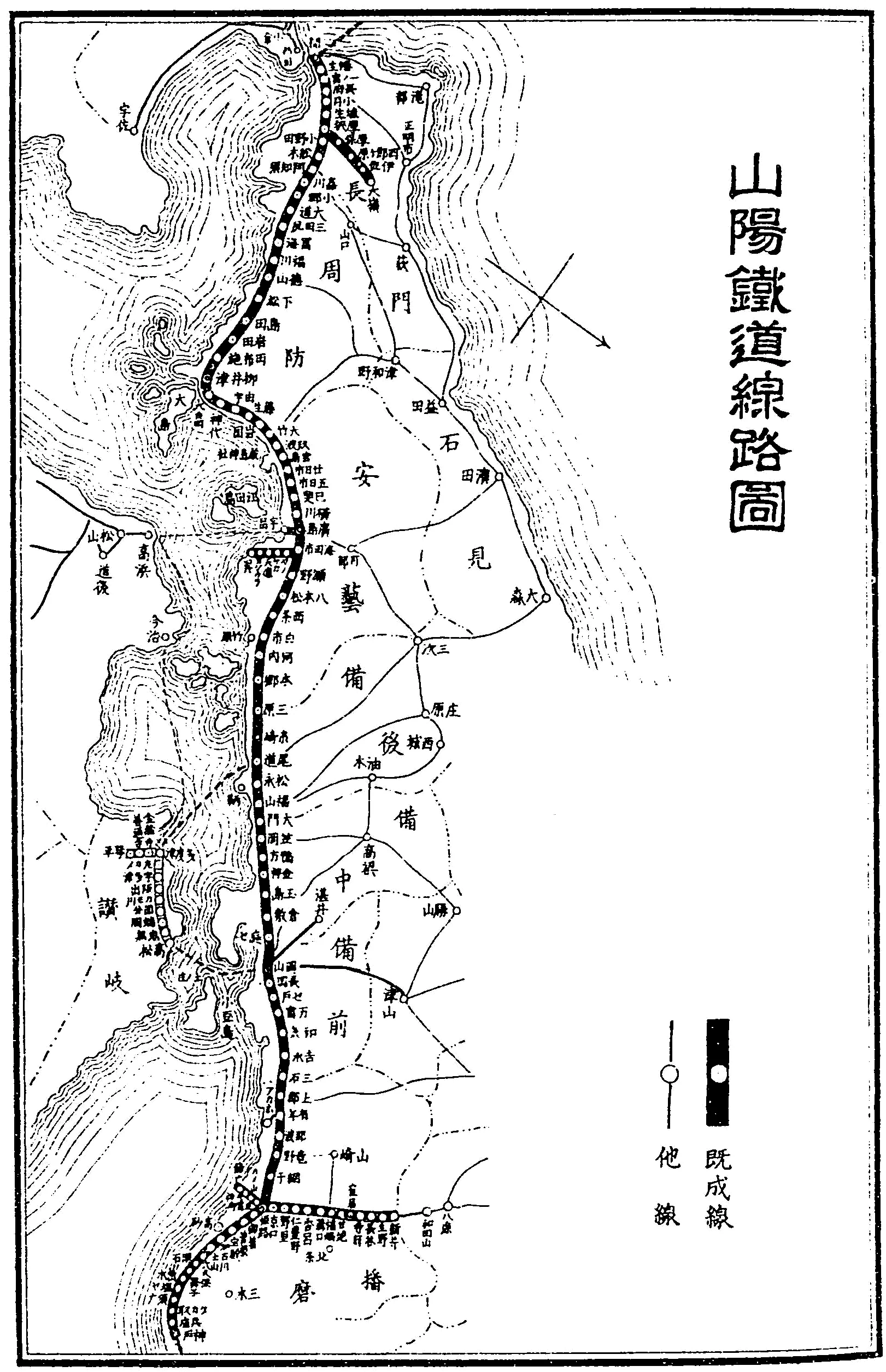
山陽鉄道株式会社 1906年の路線図

- 1894年（明治27年）7月26日：播但鉄道により姫路駅 - 寺前駅間（18M33C≒29.63km）が開業。野里駅・香呂駅・福崎駅・甘地駅・鶴居駅・寺前駅が開業。
- 1895年（明治28年）
  - 1月15日：寺前駅 - 長谷駅間（4M0C≒6.44km）が延伸開業。長谷駅が開業。
  - 4月17日：飾磨駅 - 姫路駅間（3M31C≒5.45km）、長谷駅 - 生野駅間（5M5C≒8.15km）が開業。飾磨駅（のちの飾磨港駅）・生野駅が開業。
- 1896年（明治29年）
  - 8月19日：仁豊野駅が開業。
  - 8月31日：全線改マイル、7C（≒0.14km）短縮。
- 1897年（明治30年）
  - 11月21日：天神駅（のちの飾磨駅）が開業。
  - 12月1日：亀山駅が開業。
- 1898年（明治31年）
  - 2月18日：京口駅が開業。
  - 3月28日：溝口駅開業。
  - 4月21日：亀山駅 - 姫路駅間に豆腐町駅が開業。豆腐町駅 - 姫路駅間の旅客営業が廃止され、旅客列車は飾磨駅 - 豆腐町駅間の区間運転とし、豆腐町駅 - 姫路駅間は徒歩連絡になる。
- 1901年（明治34年）8月29日：生野駅 - 新井駅間（5M15C≒8.35km）が延伸開業。長谷駅 - 生野駅間の改マイルにより、20C（≒0.40km）短縮。新井駅が開業。
- 1902年（明治35年）11月12日：営業距離の表記をマイル・チェーンからマイルのみに簡略化（35M57C→35.7M）。
- 1903年（明治36年）6月1日：山陽鉄道が全路線を譲り受ける。
- 1906年（明治39年）
  - 2月8日：姫路駅 - 新井駅間改マイル、0.1M（≒0.16km）延長。
  - 4月1日：新井 - 和田山間（8.6M≒13.84km）が延伸開業し、現在の播但線が全通。竹田駅・和田山駅が開業。

#### 国有化後
- 1906年（明治39年）12月1日：山陽鉄道が国有化、国有鉄道の路線になる。
- 1908年（明治41年）7月1日：山陰東線 和田山駅 - 八鹿駅間が延伸開業。
- 1909年（明治42年）
  - 7月10日：山陰東線 八鹿駅 - 豊岡駅間が延伸開業。
  - 9月5日：山陰東線 豊岡駅 - 城崎駅（現在の城崎温泉駅）間が延伸開業。
  - 10月12日：国有鉄道線路名称の制定により、飾磨駅 - 姫路駅 - 和田山駅 - 城崎駅間を播但線とする。
- 1911年（明治44年）10月25日：福知山駅 - 和田山駅間、城崎駅 - 香住駅間が延伸開業。
- 1912年（明治45年）3月1日：福知山駅 - 和田山駅 - 香住駅間を山陰本線に編入。播但線は飾磨駅 - 姫路駅 - 和田山駅間となる。
- 1915年（大正4年）9月21日：飾磨駅を飾磨港駅に、天神駅を飾磨駅に改称。
- 1925年（大正14年）10月15日：豆腐町駅廃止。飾磨港方面の旅客列車の姫路駅乗り入れ再開、豆腐町駅 - 姫路駅間の徒歩連絡を解消。
- 1930年（昭和5年）
  - 4月1日：営業距離の表記をマイルからメートルに変更（44.4M→71.3km）。
  - 9月1日：姫路駅 - 寺前駅間で気動車運行開始[45]。
- 1934年（昭和9年）8月10日：青倉駅が開業。
- 1935年（昭和10年）11月20日：砥堀駅が開業。
- 1939年（昭和14年）5月6日：加東郡内で気動車と貨物列車が正面衝突。乗員乗客2人死亡、60人重軽傷[46]。
- 1941年（昭和16年）8月10日：砥堀駅が休止。
- 1951年（昭和26年）
  - 6月25日：砥堀駅が営業再開。
  - 10月15日：新野駅が開業。
- 1952年（昭和27年）8月5日：京口駅 - 仁豊野駅間が福知山鉄道管理局から大阪鉄道管理局に移管[47]。
- 1959年（昭和34年）4月6日：生野駅 - 長谷駅間で蒸気機関車牽引による回送列車の列車脱線事故（播但線真名谷トンネル列車脱線転覆事故）が発生[48]。
- 1961年（昭和36年）2月1日：気動車を導入[49]。
- 1972年（昭和47年）2月15日：姫路駅 - 仁豊野駅間が自動信号化[50]。
- 1977年（昭和52年）10月17日：仁豊野駅 - 和田山駅間が自動信号化[51]。
- 1978年（昭和53年）
  - 2月20日：列車集中制御装置 (CTC) が使用開始[51]。
  - 3月24日：姫路駅 - 飾磨港駅間が自動信号化[51]。
- 1984年（昭和59年）
  - 2月1日：飾磨港駅 - 飾磨駅間の貨物営業廃止。
  - 4月1日：京口駅 - 仁豊野駅間が大阪鉄道管理局から福知山鉄道管理局に移管[7]。
  - 10月1日：姫路駅 - 野里駅間が高架化[7]。野里駅が移転。
- 1986年（昭和61年）11月1日：飾磨港駅 - 姫路駅間 (5.6km) が廃止。亀山駅・飾磨駅・飾磨港駅が廃止。全線で貨物営業が廃止[52]。

#### 西日本旅客鉄道発足後
- 1987年（昭和62年）4月1日：国鉄分割民営化により西日本旅客鉄道が承継。
- 1991年（平成3年）
  - 4月1日：姫路駅（構内除く）- 和田山駅（構内除く）間が福知山支社から福崎鉄道部の直轄になる。
  - 11月1日：一部の列車でワンマン運転開始（全運行本数の2割程度）[53][54]。
- 1996年（平成8年）8月24日：姫路駅 - 寺前間の電化着工[55]。
- 1998年（平成10年）3月14日：姫路駅 - 寺前駅間が電化。この区間の営業列車を電車（103系3500番台）に置き換え。最高速度を95km/hから110km/hに向上させることで、姫路駅 - 寺前駅間の所要時間を7分短縮[8]。
- 2002年（平成14年）3月23日：ダイヤ改正により寺前駅 - 和田山駅間の最終を22時台[18]から21時台に繰り上げ。
- 2006年（平成18年）4月1日：姫路駅 - 和田山駅間の全通100周年記念セレモニーが和田山駅で行われ、特製ヘッドマーク掲出運転や様々な記念関連イベント開催。
- 2008年（平成20年）12月22日：姫路駅付近（約1.3km）が高架化[56]。
- 2010年（平成22年）6月1日：福崎鉄道部が廃止され、福知山支社の直轄に戻る[54]。
- 2016年（平成28年）3月26日：姫路駅 - 寺前駅間でICOCA導入[10]。
- 2021年（令和3年）3月13日：寺前駅 - 和田山駅間のうち、生野駅・竹田駅・和田山駅でICOCAが利用可能となる（寺前駅 - 和田山駅間では同区間を含むICOCA定期券の発売はしない。）[11][12]。

## 駅一覧
- 停車駅
  - 普通…すべての駅に停車
  - 特急…「はまかぜ (列車)」参照
- 接続路線…駅名が異なる場合は⇒印で駅名を記す。
- 線路（全線単線） … ◇・∨・∧：列車交換可、｜：列車交換不可
- 全駅兵庫県内に所在

| 電化状況 | 駅名     | 営業キロ | 営業キロ | 接続路線 | 線路 | 所在地 | 所在地 |
| 電化状況 | 駅名     | 駅間     | 累計     | 接続路線 | 線路 | 所在地 | 所在地 |
| -------- | -------- | -------- | -------- | --- | ---- | ------ | ------ |
| 電化     | 姫路駅   | -        | 0.0      | 西日本旅客鉄道： 山陽新幹線・ 山陽本線（JR神戸線：JR-A85）・ 姫新線・ 赤穂線 山陽電気鉄道： 本線 ⇒ 山陽姫路駅 (SY 43) | ∨    | 姫路市 | 姫路市 |
| 電化     | 京口駅   | 1.7      | 1.7      | | ◇    | 姫路市 | 姫路市 |
| 電化     | 野里駅   | 2.6      | 4.3      | | ◇    | 姫路市 | 姫路市 |
| 電化     | 砥堀駅   | 1.7      | 6.0      | | ◇    | 姫路市 | 姫路市 |
| 電化     | 仁豊野駅 | 2.2      | 8.2      | | ◇    | 姫路市 | 姫路市 |
| 電化     | 香呂駅   | 3.0      | 11.2     | | ◇    | 姫路市 | 姫路市 |
| 電化     | 溝口駅   | 2.0      | 13.2     | | ◇    | 姫路市 | 姫路市 |
| 電化     | 福崎駅   | 3.9      | 17.1     | | ◇    | 神崎郡 | 福崎町 |
| 電化     | 甘地駅   | 3.5      | 20.6     | | ◇    | 神崎郡 | 市川町 |
| 電化     | 鶴居駅   | 3.9      | 24.5     | | ◇    | 神崎郡 | 市川町 |
| 電化     | 新野駅   | 3.2      | 27.7     | | ◇    | 神崎郡 | 神河町 |
| 電化     | 寺前駅   | 1.9      | 29.6     | | ◇    | 神崎郡 | 神河町 |
| 非電化   | 長谷駅   | 6.3      | 35.9     | | ◇    | 神崎郡 | 神河町 |
| 非電化   | 生野駅   | 7.7      | 43.6     | | ◇    | 朝来市 | 朝来市 |
| 非電化   | 新井駅   | 8.3      | 51.9     | | ◇    | 朝来市 | 朝来市 |
| 非電化   | 青倉駅   | 3.7      | 55.6     | | ｜   | 朝来市 | 朝来市 |
| 非電化   | 竹田駅   | 4.3      | 59.9     | | ◇    | 朝来市 | 朝来市 |
| 非電化   | 和田山駅 | 5.8      | 65.7     | 西日本旅客鉄道： 山陰本線                                                                                             | ∧    | 朝来市 | 朝来市 |

1. ↑  赤穂線の正式な起点は山陽本線相生駅だが、全列車が姫路駅に乗り入れている。

下記以外の駅は無人駅である。
- JR西日本直営の有人駅（4駅）
  - 姫路駅・福崎駅・寺前駅・和田山駅
- 簡易委託駅（4駅）
  - 甘地駅・生野駅・新井駅・竹田駅

### 廃止区間
全駅兵庫県姫路市内に所在。接続路線の事業者名は当区間廃止時。
| 駅名     | 営業キロ | 営業キロ | 接続路線・備考                             |
| 駅名     | 駅間     | 累計     | 接続路線・備考                             |
| -------- | -------- | -------- | ------------------------------------------ |
| 飾磨港駅 | -        | 0.0      |                                            |
| 飾磨駅   | 1.3      | 1.3      |                                            |
| 亀山駅   | 1.9      | 3.2      | 山陽電気鉄道：本線 ⇒ 電鉄亀山駅            |
| 豆腐町駅 | 2.1      | 5.3      | 1925年廃止                                 |
| 姫路駅   | 0.3      | 5.6      | 日本国有鉄道：山陽新幹線・山陽本線・姫新線 |

## 利用状況

### 平均通過人員
各年度の平均通過人員（人/日）は以下のとおりである。
| 年度                   | 平均通過人員（人/日） | 平均通過人員（人/日） | 平均通過人員（人/日） | 出典   |
| 年度                   | 全線                  | 和田山 - 寺前         | 寺前 - 姫路           | 出典   |
| ---------------------- | --------------------- | --------------------- | --------------------- | ------ |
| 2013年度（平成25年度） | 4,911                 | 1,344                 | 9,261                 | [ 57 ] |
| 2014年度（平成26年度） | 4,775                 | 1,400                 | 8,892                 | [ 58 ] |
| 2015年度（平成27年度） | 4,829                 | 1,409                 | 9,000                 | [ 59 ] |
| 2016年度（平成28年度） | 4,812                 | 1,387                 | 8,989                 | [ 60 ] |
| 2017年度（平成29年度） | 4,751                 | 1,345                 | 8,904                 | [ 61 ] |
| 2018年度（平成30年度） | 4,669                 | 1,269                 | 8,814                 | [ 62 ] |
| 2019年度（令和元年度） | 4,602                 | 1,222                 | 8,725                 | [ 63 ] |
| 2020年度（令和02年度） | 3,356                 | 714                   | 6,577                 | [ 64 ] |
| 2021年度（令和03年度） | 3,697                 | 924                   | 7,079                 | [ 65 ] |
| 2022年度（令和04年度） | 3,931                 | 972                   | 7,539                 | [ 66 ] |
| 2023年度（令和05年度） | 4,103                 | 1,047                 | 7,831                 | [ 67 ] |

### 収支・営業系数
2019年度（令和元年度）の輸送密度が2,000人/日未満の線区（寺前駅 - 和田山駅間）における各3か年平均の収支（運輸収入、営業費用、営業損益）、営業係数、収支率は以下のとおりである。▲はマイナスを意味する。
| 年度                                       | 収支（億円） | 収支（億円） | 収支（億円） | 営業 係数 （円） | 収支率 | 出典   |
| 年度                                       | 運輸 収入    | 営業 費用    | 営業 損益    | 営業 係数 （円） | 収支率 | 出典   |
| ------------------------------------------ | ------------ | ------------ | ------------ | ---------------- | ------ | ------ |
| 2017 - 2019年度（平成29 - 令和元年度）平均 | 3.0          | 10.4         | ▲7.3         | 340              | 29.4%  | [ 68 ] |
| 2018 - 2020年度（平成30 - 令和2年度）平均  | 2.5          | 9.2          | ▲6.7         | 370              | 27.0%  | [ 68 ] |
| 2019 - 2021年度（令和元 - 3年度）平均      | 2.2          | 8.3          | ▲6.1         | 377              | 26.6%  | [ 69 ] |
| 2020 - 2022年度（令和2 - 4年度）平均       | 2.0          | 8.2          | ▲6.2         | 402              | 24.9%  | [ 70 ] |
| 2021 - 2023年度（令和3 - 5年度）平均       | 2.5          | 8.1          | ▲5.6         | 329              | 30.4%  | [ 71 ] |